# Lorena (ime)
Lorena je žensko osebno ime.

## Izvor imena
Ime Lorena je različica imena Lavra.

## Pogostost imena
Po podatkih Statističnega urada Republike Slovenije je bilo na dan 31. decembra 2007 v Sloveniji število ženskih oseb z imenom Lorena: 178.

## Osebni praznik
V koledarju je ime Lorena zapisano skupaj z Lavro; god praznuje 22. januarja in 19. oktobra.